# 町村制
町村制（日语：／、明治44年4月7日法律第69号）是大日本帝國憲法下地方自治中市制的一項基本法律，已廢止。

## 沿革
1888年（明治21年）4月17日，為代替郡區町村編制法而頒發，是明治21年4月17日法律第1号的後半部份（前半部份是市制）。翌年（明治22年）4月之後在各地陸續實施。
町村制參考了普魯士的地方自治制度，給予每年繳納地租或直接國税2日元以上納税者參政權，制度有利於資本家。内務大臣和府縣知事的監督權很強、自治權弱小。
1911年（明治44年）全面更改、1921年（大正10年）、1925年（大正14年）、1929年（昭和4年）強化自治權和公民權，不過基本性質為改變。二戰下的1943年（昭和17年）再度減小自治權。戰後的1946年（昭和21年）擴大自治權，翌年（昭和22年）5月3日日本國憲法與新地方自治法實施，町村制廢除。

## 構成

### 第一章 總則
- 第一款 町村其區域
- 第二款 町村住民及其權利義務
- 第三款 町村條例

### 第二章 町村會
- 第一款 組織及選舉
- 第二款 職務權限及處務規定

### 第三章 町村行政
- 第一款 町村吏員/組織選任
- 第二款 町村吏員/職務權限

### 第四章 町村有財產/管理
- 第一款 町村有財產及町村税
- 第二款 町村/歲入出予算及決算